# ТОР «Чапаевск»
Территория опережающего социально-экономического развития «Чапаевск» — территория городского округа Чапаевск Самарской области России, на которой действует особый правовой режим предпринимательской деятельности Образована в 2019 году. По состоянию на 2021 год на территории зарегистрировано 10 резидентов, общая сумма заявленных инвестиций составляет 4,74 млрд рублей.

## Развитие территории
Городской округ Чапаевск, будучи внесен в федеральный перечень монопрофильных муниципальных образований(III категория моногородов со стабильной социально-экономической ситуацией), получил право подать заявку на создание территории опережающего социально-экономического развития, которая была одобрена в 2018 году. В следующем году, в соответствии с Постановлением Правительства РФ от 12 февраля 2019 года № 126, была создана ТОР «Чапаевск». В целях проекта — диверсификация экономики города за счет снижения зависимости от градообразующего предприятия АО «Промсинтез», улучшение инвестиционного климата, привлечение инвестиций в расчетном объеме 4,74 млрд рублей, создание около 1200 новых рабочих мест.

## Условия для резидентов
Требования к потенциальным резидентам предусматривают, что компании-соискатели должны быть вести деятельность исключительно на территории города, предоставить минимальный объем инвестиций не менее 2,5 млн рублей (без учета НДС) в течение первого года, создать не менее 10 новых рабочих мест в течение первого года, ограничить привлечение иностранной рабочей силы до 25 % максимум, не находиться в процессе ликвидации, банкротства или реорганизации и соответствовать профильным видам деятельности ТОР.

## Индустриальный парк «Чапаевск»
Индустриальный парк «Чапаевск» расположен в границах ТОР «Чапаевск», вдоль трассы Р226 Самара-Пугачёв-Энгельс-Волгоград. Парк предоставляет резидентам инженерную и транспортную инфраструктуру (газо-, водо- и электроснабжение, хозяйственно-бытовая и ливневая канализация, оптоволоконная связь, доступ к федеральным и региональным автотрассам).
Условия аренды зависят от характера проекта и сроков его реализации.
На территории индустриального парка реализуется ряд проектов в рамках ТОР «Чапаевск». Немецкая компания КНАУФ построила завод по производству сухих строительных смесей на гипсовой основе и грунтовочных составов (годовая производственная мощность: 110 тыс. тонн штукатурных смесей, 20 тыс. тонн шпаклевок, 350 тонн грунтовочных составов). ООО «ФАВОРИТ М» реализует проект по строительству полиграфического комплекса. PNK group строит логистический хаб для маркетплейса Ozon общей площадью 135 тыс. кв метров.